# М’АРС
Центр современного искусства «МАРС» — художественный центр в Москве.

## История и концепция
«МАРС» был создан в 1988 году как объединение художников с целью проведения выставок, продажи работ и создания музея современного искусства. Его основателями стали художники К. Худяков, Ю. Миронов, С. Шерстюк, С. Гета, И. Снегур, В. Колейчук, С. Шаров, А. Семенов, А. Костин, Е. Петренко, скульпторы А. Рукавишников и И. Рукавишников, а председателем правления — Константин Худяков, художник, архитектор по образованию.
МАРС был задуман в период проведения известных «подвальных» выставок на Малой Грузинской, дом 28, стал первой частной галереей в России. Галерея действовала как коммерческое товарищество, представляя выставочную площадку и возможность продаж широкому кругу художников. Вырученные средства тратилась на организацию выставок и на масштабные художественные проекты — «Каталог русского искусства конца XX века», «Мир чувственных вещей в картинках» и др. Центр славился многопрофильностью и демократичностью. В 2018 году было проведено 14 выставок, в том числе несколько мультимедийных.